# Donzèra
Donzèra (en francès Donzère) és un municipi del departament de la Droma (França), a la regió d'Alvèrnia-Roine-Alps.